# Dania König
Dania König (* 1978 in Villingen-Schwenningen) ist eine deutsche Musikerin, Songwriterin, Sängerin und Autorin.

## Leben
König wurde im Schwarzwald geboren und wuchs in der Nähe von Karlsruhe auf. Mit sechs Jahren begann ihr Klavierunterricht; später erlernte sie außerdem Instrumente wie Flöte, Akkordeon und Gitarre und nahm Gesangsunterricht. Im gleichen Alter begann sie eigene Melodien zu erfinden. Sie studierte Jazz- und Popularmusik an der Folkwang Hochschule Essen sowie an der Hochschule für Musik und Darstellende Kunst Mannheim, wo sie später von 2003 bis 2005 auch selbst als Dozentin für Jazzgesang und Stimmbildung tätig war. 2008 begann sie ihre Lehrtätigkeit am Institut für Musik der Hochschule Osnabrück in den Fächern Stimmbildung, Klavier als Nebenfach und Komposition in der Popularmusikabteilung; derzeit hat sie dort einen Lehrauftrag für „Bandcoaching“.
2003 gründete sie die Band Königwerq, dessen Frontsängerin und Songwriterin Dania König ist. Es folgten bundesweite Auftritte sowie die Veröffentlichung von der Alben Königwerq (2005) und Es ist an der Zeit (2007) bei Universal Music. Außerdem nahm Königwerq mit dem Song „Unschlagbar“ 2005 am deutschen Vorentscheid des Eurovision Song Contest teil und spielte im Vorprogramm von Deutschland-Tourneen internationaler Musiker und Bands wie Lionel Richie und Foreigner.
König veröffentlichte mehrere Alben und ein Konzeptalbum auch als Solokünstlerin. Inhaltlich weltanschaulich christlich geprägt, erschienen diese in Szene-Labels wie Gerth Medien und Hänssler Music. Darüber hinaus wirkte sie bei zahlreichen Produktionen christlicher Musikproduzenten wie Arne Kopfermann oder Lothar Kosse mit und trat mit re:jazz, 4yourSoul oder Tobias Kremer Big Band gemeinsam live auf. Zudem ist sie (als Daniela Koenig) auf einem Album von Ro Gebhardt zu hören.
Als Songwriterin schrieb König unter anderem die offizielle Vertonung der Jahreslosung 2014 der Ökumenischen Arbeitsgemeinschaft für Bibellesen. Sie lebte jahrelang mit ihrem Mann, dem amerikanischen Musiker Dino Soldo, und drei Kindern in Südkalifornien. Seit 2014 ist die Familie in einem kleinen Dorf im Rheinland ansässig.

## Veröffentlichungen
- Deine Seele will blühen. Im Alltag Wundern begegnen, Gerth Medien, Asslar 2020, ISBN 978-3-95734-697-1.
- Deine Seele will leuchten. In der Weihnachtszeit Wundern begegnen, Gerth Medien, Asslar 2021, ISBN 978-3-95734-805-0.

## Diskografie
Alben unter eigenem Namen
- Auf dem Grund (Königreich, 2009)
- Auf weiten Raum (Hänssler Music, 2009)
- ... heim (Königreich, 2013)
- The Art of How to Start (Königreich, 2014)
- Versprochen. Gottes Verheißungen über deinem Leben (Gerth Medien, 2014)
- Teil von allem (Königreich, 2019)

EPs
- Journey of Man (Omnia, 2004)

Mitwirkungen
- Love at First Sight  feat. Dania Kay & Ro Gebhardt (Dima Media, 1999;[6] mit Diego Imbert, Jochen Krämer, Sergio Parra, Thomas Schmidt, Kompositionen von Dr. Dieter Massion)
- Ich werde still. Anbetungslieder für Zeiten der Stille. (Gerth Medien, 2009)
- Die Psalmen. (Gerth Medien, 2009)
- Liebeslied. Lieder über das Glück zu zweit. (Gerth Medien, 2009)
- Laudio momente: Ich werde still 2. Anbetungslieder für Zeiten der Stille. (Gerth Medien, 2011)
- Königskind. Neue Lieder für Weihnachten. (Gerth Medien, 2012)
- Johannes Nitsch – Lebenslieder. (Hänssler Music, 2012)
- Gott ist da. 12 Klassiker von Peter Strauch. (Hänssler Music, 2012)
- Ich bin bei dir. Liebeslieder vom Himmel. (Gerth Medien, 2012)
- Du schenkst meinem Herzen Flügel. Frauen begegnen Gott. (Gerth Medien, 2013)
- Mit jedem Atemzug. Lieder über die Kraft der Dankbarkeit. (Gerth Medien, 2015)